# Jekaterina Bytjkova
Jekaterina Andrejevna Bytjkova (russisk: Екатерина Андреевна Бычкова, tr. Jekaterina Andrejevna Bytjkova; født 5. juni 1985 i Moskva, Sovjetunionen) er en professionel tennisspiller fra Rusland. 
Jekaterina Bytjkova højeste rangering på WTA single rangliste var som nummer 66, som hun opnåede 20. februar 2006. I double er den bedste placering nummer 106, som blev opnået 29. januar 2007. 